# Rio Sorocaba
O rio Sorocaba é um rio brasileiro do estado de São Paulo, formado pelos rios Sorocabuçu e Sorocamirim. O rio percorre grande e importante parte urbana do município de Sorocaba. A principal via rodoviária no município é a marginal do rio Sorocaba, a avenida Dom Aguirre.
Suas cabeceiras estão localizadas nos municípios de Ibiúna, Cotia, Vargem Grande Paulista e São Roque. Ocupa uma área de drenagem de 5.296 km² e percorre uma distância de 180 km em zona rural, desembocando no rio Tietê no município de Laranjal Paulista. O trecho superior do alto Sorocaba encontra-se no Planalto Atlântico, onde dominam rochas cristalinas. A partir de Sorocaba até sua foz está na Depressão Periférica Paulista, em terrenos de rochas sedimentares da Bacia do Paraná, Supergrupo Tubarão. Na Serra de São Francisco o rio Sorocaba forma um canyon onde está construída a barragem da represa de Itupararanga.
É um dos principais rios do estado de São Paulo e considerado o maior e principal afluente da margem esquerda do rio Tietê, possui 180 km de extensão em linha reta e 227 km, considerando seu leito em seu trajeto natural. Sua vazão regulada é de 13 m³/s. Os principais tributários são o Rio Sarapuí, Pirapora, Ipanema, Tatuí e Pirajibú.
O Comitê da Bacia Hidrográfica do Rio Sorocaba e Médio Tietê - CBH-SMT foi criado em 1994, de acordo com a Lei nº 7.663 de 30 de dezembro de 1991. É um órgão colegiado de caráter consultivo e deliberativo do Sistema Integrado de Gerenciamento dos Recursos Hídricos – SIGRH, com atuação na Unidade de Gerenciamento dos Recursos Hídricos 10, integrado pelo Estado, Municípios e Sociedade Civil, de forma paritária. Esse comitê teve iniciativa da sociedade civil e integra atualmente 34 municípios, sendo 18 situados na Bacia do Rio Sorocaba e 16 situados na sub-bacia do Médio Tietê superior.
Já foi um rio muito poluído devido atividades industriais, mineração, esgotos sem tratamento, etc. Com a conscientização ocorrida após a década de 1980, houve maior empenho dos municípios da bacia hidrográfica no tocante à preservação dos mananciais, através das leis ambientais. Esse esforço é perceptível quando se observa uma melhoria do aspecto do rio ao cruzar a área urbana de Sorocaba.
É margeado pelos seguintes municípios: Ibiúna, Votorantim, Sorocaba, Iperó, Boituva, Tatuí, Cerquilho, Jumirim e Laranjal Paulista.

## Dia do rio Sorocaba
O "Dia do Rio Sorocaba" foi instituído pela Lei Municipal nº 5.433/1997, com o objetivo de ampliar o conhecimento sobre a importância da recuperação do Rio Sorocaba e da preservação dos mananciais. A data também faz parte do Calendário Oficial de Datas Alusivas ao Meio Ambiente, instituído pela Lei Municipal nº 8.812/2009. As duas leis são circunscritas ao município de Sorocaba.